# Così finì un amore
Così finì un amore (So endete eine Liebe) è un film del 1934 diretto da Karl Hartl che appare anche come autore della sceneggiatura insieme a Walter Reisch.

## Produzione
Il film fu prodotto dalla Cine-Allianz Tonfilmproduktions GmbH.

## Distribuzione
Venne presentato in prima a Berlino il 18 ottobre 1934 con il titolo originale So endete eine Liebe.